# Campanula forsythii
Campanula forsythii (Arcang.) Podlech – gatunek rośliny z rodziny dzwonkowatych (Campanulaceae Juss.). Występuje endemicznie na Sardynii.
Epitet gatunkowy forsythii został nadany na cześć Charlesa Forsyth-Majora, żyjącego w latach 1843-1923 szkocko-szwajcarskiego lekarza, zoologa i paleontologa, który praktykował medycynę w Porto Santo Stefano w Toskanii i zajmował się florą Toskanii i Sardynii.

## Morfologia
PokrójWieloletnia roślina zielna.
PędZdrewniałe, rozłożyste kłącze, tworzące liczne nadziemne pędy zielne, nagie, o wysokości do 30 cm.
LiścieLiście odziomkowe dłoniasto-klapowane, ogonkowe, długości ok. 2 cm. Liście łodygowe różnopostaciowe, dolne od owalnych do dłoniasto-wrębnych (ząbkowanych), górne równowąskie do równowąsko-lancetowatych, całobrzegie lub niemal ząbkowane, siedzące lub krótkoogonkowe.
KwiatyPojedyncze lub po kilka, wyrastające wierzchołkowo na łodydze. Kielich złożony z pięciu równowąskich działek. Korona kwiatu niebieskofioletowa, lejkowata lub dzwonkowata, z pięcioma płatkami odgiętymi wierzchołkowo. Szyjka słupka wydłużona, brodawkowata, zakończona trójdzielnym znamieniem. Pyłek ciemnofioletowy.
OwoceTorebka, zawierająca liczne, lśniące, owalne nasiona.

## Biologia i ekologia

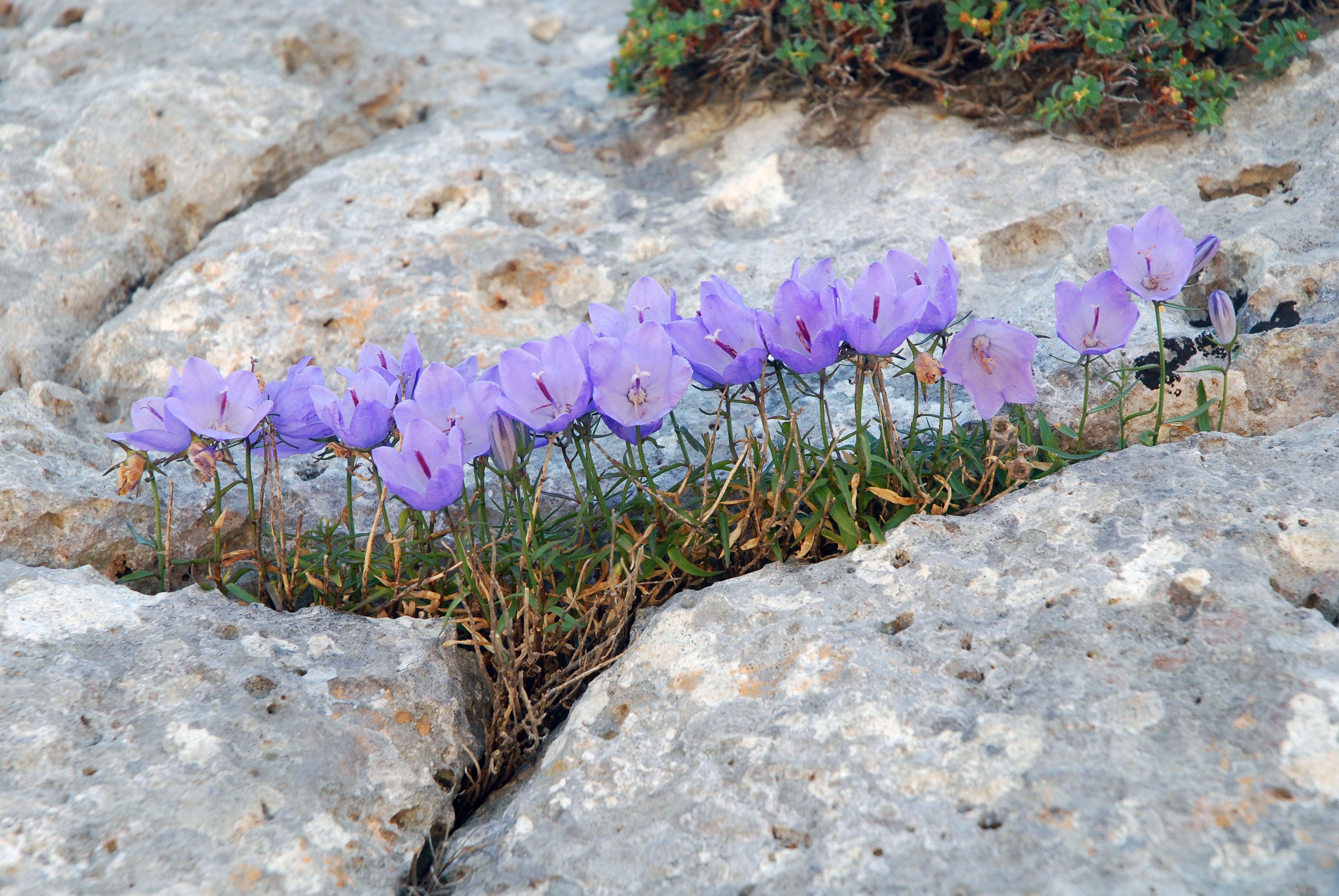

RozwójKwitnie od maja do czerwca.
SiedliskoWapienne klify górskie, na wysokości od 700 do 1300 m n.p.m.. Występuje także na wyspie Tavolara.